# Royn Hvalba
Royn Hvalba – półprofesjonalny klub piłkarski na wyspie Suðuroy na Wyspach Owczych. Powstał 23 października 1923. Barwy klubu to czerwony i biały. Obecnie gra w 3. deild Wysp Owczych.

## Historia

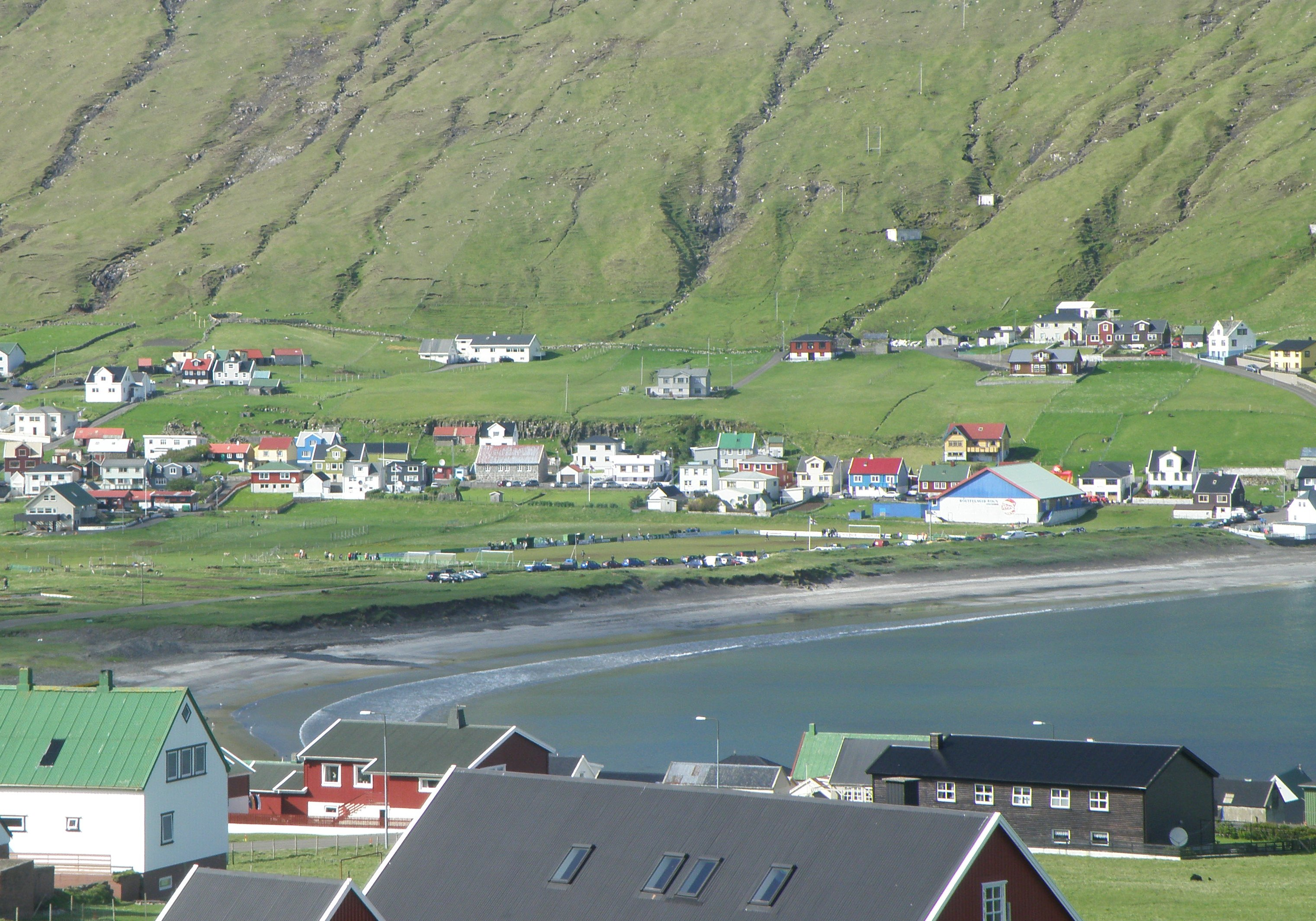
Stadion z widokiem na miasto.

### Lata 1942-1990
Historia drużyny zaczęła się w 1942 roku w I lidze farerskiej. Klub w grupie miał 2 drużyny: nieistniejący już SVB Sandvík i TB Tvøroyri. Pierwszy oficjalny mecz Royn przypadł w Sandviku. Niespodziewanie wygrany przez team z Hvalby 5-0. Finałowy mecz z TB na własnym obiekcie przypadł na ten sam wynik, tylko że dla Tvoroyri. Po jednym sezonie klub wycofał się z rozgrywek. Klub przypomniał o sobie w 1976 roku, gdy awansował do 2. deild. Notując tylko 7 punktów, klub spadł. Będąc faworytem grupy trzeciej ligi Royn, znów wrócił do 2. delid i tym razem niewiele brakowało, a mogliby wspiąć się jeszcze wyżej. Do awansu zabrakło 1 punktu. Sezon 1979 przebiegł podobnie, lecz bój o awans był praktycznie niemożliwy. Liderem został GÍ Gota, a piłkarze z Hvalby musieli zadowolić się 3 miejscem. Royn przez następne 7 sezonów utrzymywał stałą pozycję w lidze (wyjątek 1881 – miejsce 5). Problemy klubowe zaczęły się latem 1987 roku. Team czerwono-białych, mając znakomity początek sezonu – pokonując B36 i remisując z ÍF w ostatnich 6 kolejkach, zdołał zarobić 6 punktów. Następny rok był nieuniknionym spadkiem. Klub zdobył 7 punktów w 18 meczach i spadł do 3. deild. Po spadku znów szybko awansował imponującymi wynikami. Piłkarze z Hvalby grali dość nerwowo i bali się o kolejny spadek. Mimo to udało im się zatrzymać na ostatniej bezpiecznej lokacie w tabeli.

### Lata 1991 - obecnie
Przez sezony ’91 i ’92 drużyna zajmowała 4 lokatę. Prawdziwym dreszczowcem był rok 1993, gdy team utrzymanie wywalczył dopiero w ostatnim meczu. Przewodząc dół tabeli, w ostatniej kolejce zagrali ze Skála ÍF, która miała 2 punkty przewagi nad drużyną z Suðuroy. Wynik 2-0 dla czerwono-białych wprowadził w radość całą wioskę. Kolejny rok przebiegł w środku tabeli. Momentem przełomowym był sezon ’95. Team grał baraże o utrzymanie z rządną rewanżu Skálą. Pierwszy mecz w Hvalbie. Wynik 3-2 dla Royna i gra w tzw. „dziesiątkę”. Rewanż został wygrany przez Skálę 2-0 i team z Suðuroy grać będzie w 3. deild. W meczu rewanżowym Royn dostał 3 czerwone kartki. Sezon w 3 klasie rozgrywkowej i znowu awans. Tym razem zaciekła walka i determinacja sprawiły, że klub zajął 4 miejsce. Następny sezon przebieg tak samo pod względem miejsca. W 2000 roku klub spadł bezpośrednio do 2. deild. Klub powrócił do 2 klasy rozgrywkowej w sezonie ’04, notując środek tabeli. 2005 to również gra w środku tabeli. Klub zdobył 20 punktów, wygrał 6 razy a zremisował 2. W następnym roku klub rozwiązano. Ponowna działalność otworzona została w 2010 roku i od tego czasu klub gra w 2. delid.

## Logo i stroje

### Logo
Herbem klubu z Hvalby jest piłka, podzielona na sześć części. Co druga część jest czerwona, lecz czasami uznawany jest kolor granatowy. Na przedniej części białymi literami na czerwonym tle widniej napis "ROYN".

### Stroje
Koszulki piłkarskie Royna mają kolor niebieski. Tego samego koloru są też getry, zaś spodenki białe. W przypadku rozgrywania meczu z przeciwnikiem o tym samym kolorze strojów wówczas Royn zakłada jednolite białe. Strój bramkarski składa się z jasnozielonej bluzki i czarnych spodenek.

## Stadion

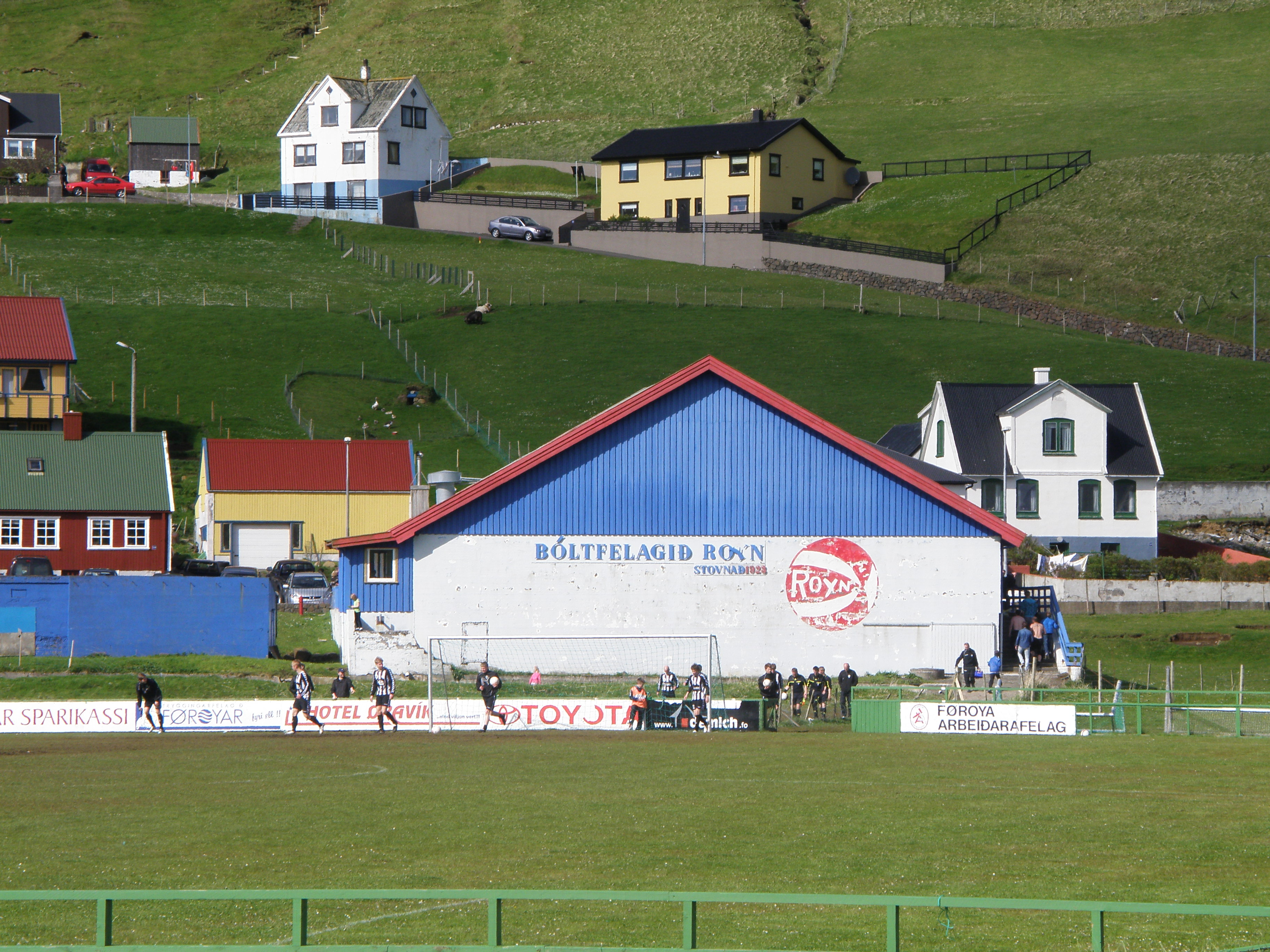
Boisko klubu sportowego Royn. W tle hala sportowa.

Stadionem stowarzyszenia Royn jest Á Skørðunum. Może pomieścić 2 tysiące widzów. Arena, jako jedna z trzech (obok Tórsvollur i Svangaskarð) posiada trawę naturalną. Stadion jest również wykorzystywany w celach sparingowych i meczów TB lub FC Suðuroy wtedy gdy stadion w tych miastach nie nadaje się do użytku. Ostatni raz najwyższa klasa na aglomeracji pojawiła się w 2012 roku, gdy w meczu ligowym wspomniany TB pokonał FC Suðuroy 2-0.